# Panamomops dybowskii
Panamomops dybowskii là một loài nhện trong họ Linyphiidae.
Loài này thuộc chi Panamomops. Panamomops dybowskii được Octavius Pickard-Cambridge miêu tả năm 1873.